# Dennison Fork (South Fork Fortymile River)
Der Dennison Fork ist der etwa 131 km lange rechte Quellfluss des South Fork Fortymile River im zentralen Osten von Alaska (USA).

## Flusslauf
Der Dennison Fork entspringt im Yukon-Tanana Upland, 11,5 km nordnordöstlich von Tetlin Junction, auf einer Höhe von 975 m. Er durchfließt eine mittelgebirgsähnliche Landschaft in Zentralalaska. Der Fluss weist unzählige enge Flussschlingen auf. Er fließt anfangs 40 km in ostnordöstlicher Richtung. Anschließend wendet sich der Dennison Fork nach Norden. Bei Flusskilometer 80 mündet der East Fork Dennison Fork von rechts in den Fluss, bei Flusskilometer 29 der West Fork Dennison Fork von links. Der Taylor Highway (Alaska Route 5) verläuft 11 km weiter westlich. Der Dennison Fork trifft schließlich 2 km südsüdöstlich der Ortschaft Chicken auf einer Höhe von 479 m auf den von Westen kommenden Mosquito Fork, mit dem er sich zum South Fork Fortymile River vereinigt. Der Dennison Fork entwässert ein Areal von etwa 3987 km².

## Namensgebung
Spurr, ein Mitarbeiter des U.S. Geological Survey (USGS), meldete 1896 den Fluss als „Dennis Fork“.

## Schutzcharakter
Der Flussabschnitt unterhalb der Einmündung des West Fork Dennison Fork sowie der Unterlauf des West Fork Dennison Fork und dessen Nebenfluss Logging Cabin Creek gehören zum Flusskorridor des Fortymile Wild and Scenic River. Die Flüsse führen nur während der Hochwassersaison ausreichend Wasser für Kanu- oder Raftingtouren. An der Highway-Brücke über den West Fork Dennison Fork befindet sich ein Zugang, um Kanus oder Rafts zu Wasser zu lassen.

## Geschichte
Früher wurde in den Flüssen der Region nach Gold gesucht.